# أليكس غالاشر
أليكس غالاشر هو نقابي وسائق شاحنة وسياسي أسترالي وبريطاني، ولد في 1954 في نيوكمنوك ‏ في المملكة المتحدة. نشط حزبياً في حزب العمال الأسترالي (1988 – 1988) (1994 – 1994) (1988 – 1988). في الانتخابات الاتحادية الأسترالية 2019 ‏، انتخب عضو مجلس الشيوخ الأسترالي ‏ عن دائرة جنوب أستراليا ‏ وقد انضم خلال فترته النيابية (1 يوليو 2011 – ) للكتلة البرلمانية حزب العمال الأسترالي.